# Wilhelm von Köln
Wilhelm von Köln ou Wilhelm von Herle, aussi appelé Meister Wilhelm, magister Wilhelmus et en français Maître Wilhelm, est un peintre du XIVe siècle actif à Cologne. Même si l'on ne connaît aucune œuvre qui peut lui être attribuée avec certitude, il était un des chefs de file de l’École de Cologne de peinture durant la deuxième moitié du XIVe siècle.

## Identité
Wilhelm von Herle - ou Wilhelm von Köln - est peut-être originaire de Heerlen, dans le Limbourg. Il est documenté à Cologne par plusieurs actes notariaux. Ainsi, on sait qu'il s'installe en 1358 dans la Schildergasse, le quartier des peintres, avec sa femme Jutta. Il est admis dans la confrérie du vin en 1368. Il est enregistré dans le livre des dépenses de l’administration de Cologne, la Mittwochsrentkammer, en 1370 pour une illustration réalisée dans le Eidbuch, le livre des serments. Cette année, et les deux années suivantes, il acquiert un ensemble de rentes, la dernière en 1372, ce qui montre son aisance croissante. On ne connaît pas sa date de décès, mais il est mort en 1378, comme il ressort du jugement d'un tribunal concernant son héritage. Sa période d'activité principale est donc entre 1358 et 1372.
Un peintre du nom de Wilhelm (Meister Wilhelm, magister Wilhelmus) est mentionné dans la chronique de Limbourg de Tilemann Elhen von Wolfhagen (de), pour l'année 1380, comme étant le « meilleur peintre de toute l’Allemagne » : « Jtem in diser Zit was ein meler zu Collen, der hiß Wilhelm. Der was der beste meler in (allen) Duschen landen, als he wart geachtet von den meistern, want he malte einen iglichen menschen von aller gestalt, als hette er gelebet ». Ce Maître Wilhelm, un des plus importants peintres de l’École de Cologne de peinture, est identifié en général à Wilhelm von Herle, même si la date (1380) où il est mentionné dans la chronique est tardive par rapport à sa période d'activité présumée, mais le chroniqueur de Limbourg est connu pour être imprécis quant aux dates. On ne connaît pas d'œuvre qu'il aurait créée. Il existe bien divers fragments de fresques murales pour la salle de réunion de l'Hôtel de ville de Cologne, conservées dans le Wallraf-Richartz Museum, mais elles n'ont pas pu lui être attribuées de manière certaine.  
Un de ses compagnons, Herman Wynrich von Wesel, a épousé, comme c'était alors l'usage, la veuve du Maître. Cet élève et successeur n'est pas non plus connu par une œuvre. On sait qu'il était aisé, et qu'il était cinq fois membre du conseil de la guilde. Un autre peintre de cette période est connu par son nom ; il s'agit de Herman de Cologne qui, en 1403, a reçu des paiements de Philippe le Hardi pour des peintures murales et divers travaux dans la chartreuse de Dijon. D'autres peintres, comme Hans von Memmingen, actifs à l'époque, n'ont pas pu être mis en relation avec une œuvre connue.
Une plaque commémorative se trouve dans la Walhalla de Donaustauf.

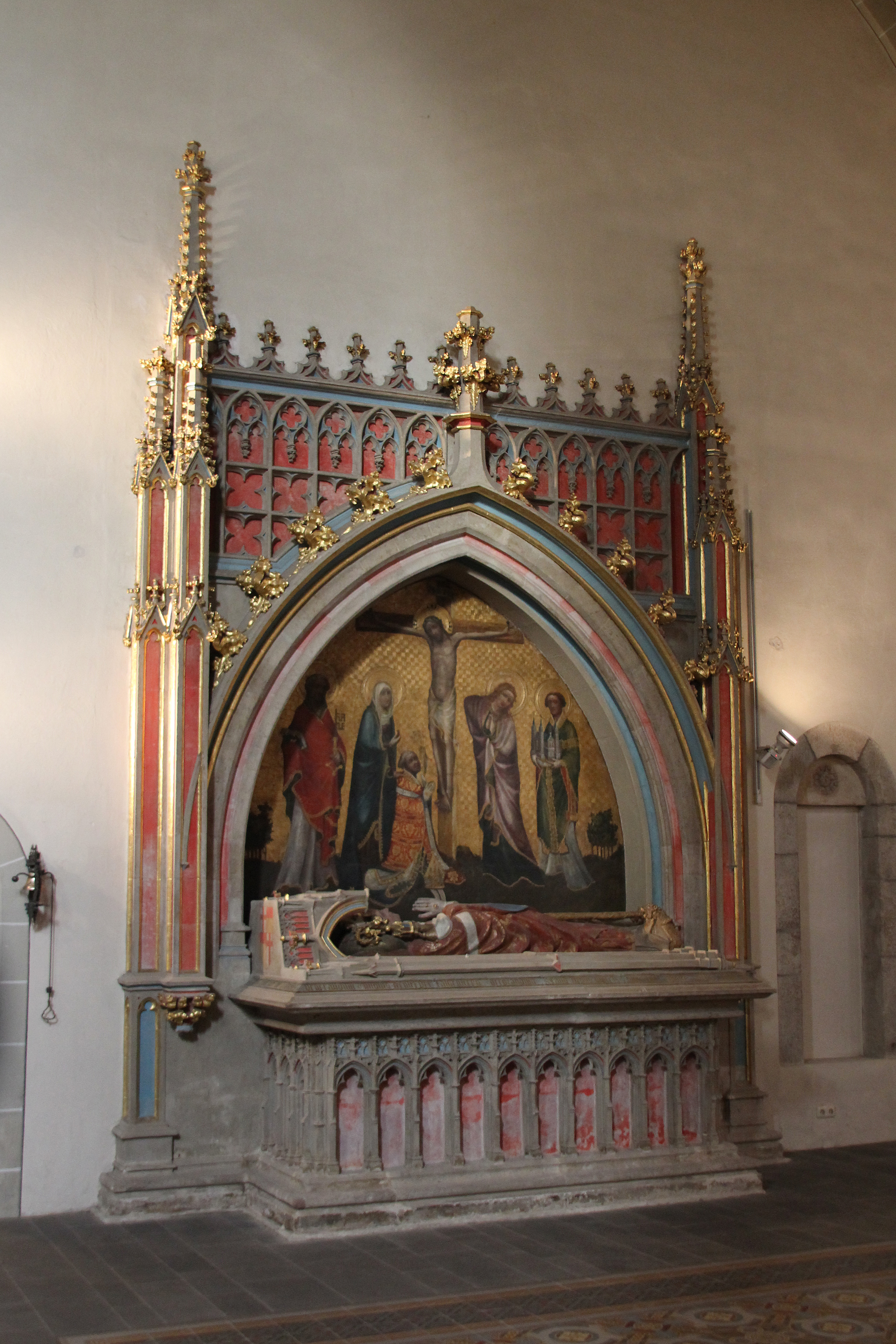
Tombeau de Cunon II de Falkenstein. Le tableau a été attribué à Wilhelm von Köln.

## Caractéristiques
Le nom Wilhelm von Köln sert de nom collectif - aussi sous le nom école de Cologne, ou encore plus simplement kölnisch - pour une série de retables de la deuxième moitié du XIVe siècle, dont les caractéristiques principales sont une piété fervente et une grâce délicate, surtout dans la représentation de figures féminines qui, dans leurs formes et attitudes, continuent à se rattacher au style gothique international. Des tableaux de ce genre se trouvent dans les églises et musées de Cologne, Munich, Nuremberg, Francfort-sur-le-Main ou Berlin.

## Œuvre
La mention du Maître Wilhelm dans la chronique de Limbourg a fait que de nombreuses œuvres rhénanes et colonaises lui ont été attribuées, comme le tableau surmontant le sarcophage de l’archevêque Cunon II de Falkenstein († 1388) dans la basilique Saint-Castor de Coblence, le retable des Clarisses de la cathédrale de Cologne, la Vierge à la fleur de vesce maintenant au Wallraf-Richartz Museum ou d'autres œuvres similaires.
Les positions des historiens de l’art sur l'importance de Wilhelm von Köln étaient, encore à la fin du XIXe siècle, assez variées. En 1850, Johann Jakob Merlo (en) identifie le peintre anonyme des panneaux majeurs du gothique tardif avec le « Meister Wilhelm ». L'hypothèse de Merlo était assez largement acceptée jusqu'en 1895 lorsque Eduard Firmenich-Richartz montre que les tableaux attribués au Meister Wilhelm étaient peints en fait un demi-siècle plus tard. Il propose d'identifier le Meister Wilhelm avec Herman Wynrich von Wesel ; Rolf Wallrath ensuite suggère Herman de Cologne. Brigitte Corlay l'identifie à Gerhard von Soyst, mais son hypothèse n'est pas documentée. Beaucoup d'œuvres qui lui étaient alors attribuées sont considérées maintenant comme étant de la main du Maître de la Véronique ; d'autres étaient attribuées à son élève et successeur Hermann Wynrich von Wesel, par Eduard Firmenich-Richartz par exemple, alors que Aldenhoven et Scheibler lui accordaient une place plus importante et lui attribuaient ces œuvres et d'autres encore. 
Kemperdick suggère que le Maître de la Véronique, tout aussi anonyme que le mythique Meister Wilhelm, pourrait être un certain « magister Wilhelmus ». À l'appui de sa thèse, il indique que magister Wilhelmus est mentionné comme peintre dans un texte de la chartreuse Sainte-Barbe de Cologne à propos d'un généreux donateur, un moine Symon de Werd, mort en janvier 1416, et autorisé à conserver dans sa cellule un triptyque dont la description exceptionnellement précise est celle de la Vierge à la fleur de vesce de Munich. Un autre document de la même chartreuse dit que magister Wilhelmus est mort en septembre 1435 et est enterré dans le « parva Galile », le petit cloître du monastère.